# WSK M06B3
WSK M06B3 – jeden z najbardziej popularnych modeli motocykli produkowanych w Polsce. Jego produkcja ruszyła w roku 1971. W latach 1975–1978 wprowadzono nowe modele z „rodziny ptaków”. Motocykle te, oprócz oznaczeń literowo-cyfrowych M06 B3, miały swoje nazwy: „Gil”, „Lelek”, „Bąk”. Różniły się od siebie przede wszystkim kolorem (były malowane w jasnych kolorach: żółtym, czerwonym, niebieskim, jasnym zielonym oraz brązowym). Posiadały znacznie mniejszy bak o pojemności 10,5 l (przedtem 13 l). Zmieniono kształt kanapy, a błotniki zaczęto malować na popielato bądź w kolor zbiornika. „Bąk” był stylizowany na tzw. soft choppera, czyli dodano wysoko położoną kierownicę, odchylone siedzisko pasażera. „Lelek”, poprzez wysoko zawieszony wydech i błotnik oraz szeroką kierownicę, przypominał motocykl terenowy. „Gil” był najmniej zmieniony w stosunku pierwotnej wersji aniżeli Lelek oraz Bąk, gdyż głównymi zmianami było zastosowanie innych osłon bocznych z przetłoczeniami oraz lakierowanie przedniej lampy oraz błotników w kolor zbiornika i boczków. Był też, wraz z M06B3, najlżejszą wersją, ważył on w stanie suchym 97 kg. W 1982 zaczęto fabrycznie montować w nich odblaski boczne, występowały one w dwóch konfiguracjach:
- Do 1984 stosowano okrągłe odblaski produkcji S.I Września na przodzie i tyle motocykla
- Od 1984 stosowano kwadratowe odblaski produkcji S. I Września z przodu, w tyłu na skutek unifikacji części z Romet typ 210 i typ 211 Chart stosowano lampę LMT-1, która posiadała wbudowane fabrycznie odblaski boczne.

W 1978 r. zaprzestano produkcji „Lelka” oraz „Bąka”. Rok później wprowadzono na rynek nowy motocykl o nazwie „Kos”, produkowano go równolegle z „Gilem”. Głównymi zmianami w Kosie względem poprzedników była nowa przednia piasta koła o średnicy 185mm zamiast 135mm co dobrze wpłynęło na bezpieczeństwo kierowcy (stosowana także w WSK M21W2 Perkoz), stosowano nowy typ błotnika oraz zawieszenia. 
W 1984 WSK podstawowa M06B3 przeszła największe zmiany konstrukcyjne, do nich należą: 
- Lampa tylna typ LMT-1
- Kwadratowe odblaski produkcji S.I Września
- Białe, a nie jak dotąd czarne nakrętki osłon bocznych
- Usunięto jedno z mocowań, silnik z przodu zamiast na dwie, mocowano zaledwie na jedną śrubę co skutkowało pęknięciami
- Zaczęto stosować mostek prostowniczy tkz.,,diodowy" Unitry model GB-015
- Zaokrąglone błotniki zostały zastąpione przed kanciaste
- Na skutek unifikacji z Chartem stosowano stacyjkę o czterech, a nie jak dotąd trzech pozycjach

Sam silnik również zmianom:
- Na rzecz żeliwnego cylindra stosowano aluminiowy
- Zmieniono sposób mocowania pokrywy sprzęgła, usunięto dwie centralne śruby i przeniesiono je

Od 1984 WSK znacznie spadła na jakości, aluminiowy cylinder miał wadę konstrukcyjną w postaci zrywającego się gwintu na nakrętkę wydechu, rzadko stosowano filcowe osłony łożysk mające chronić je przed piachem i kurzem, na skutek zmian w ramie i zdarzało się pękanie przedniego mocowania silnika. 
24 lipca 1985 roku z taśmy w Świdniku zjechał dwumilionowy motocykl marki WSK, konkretnie model M06B3 Kos, który aktualnie można zobaczyć w Muzeum Motocykli „Moto Strefa WueSKi” w Świdniku. 31 października podjęto decyzję o zakończeniu produkcji, a ostatni pojazd opuścił halę fabryczną 5 listopada 1985 roku. Tym samym zakończyła się produkcja motocykli w Polsce.

## Dane techniczne

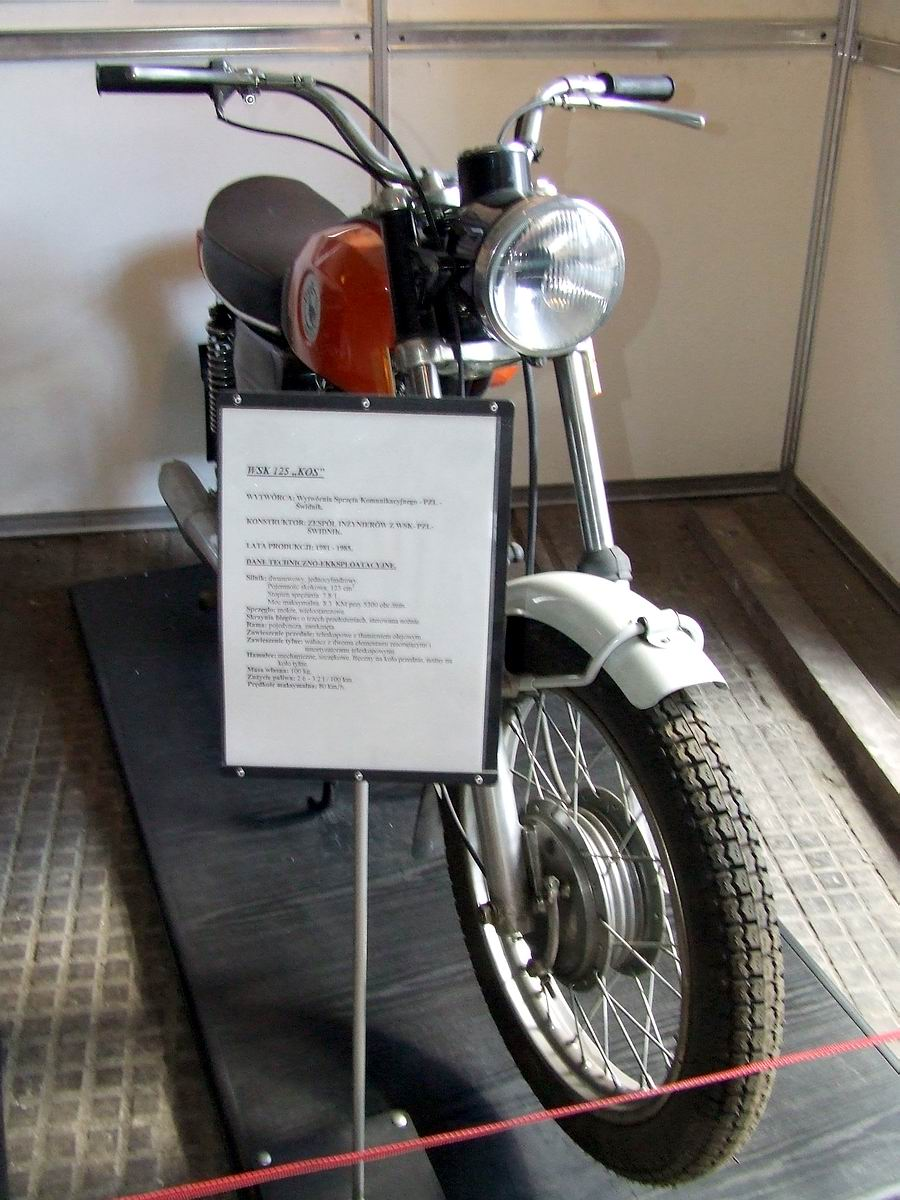
WSK 125 Kos w Muzeum Techniki w Warszawie

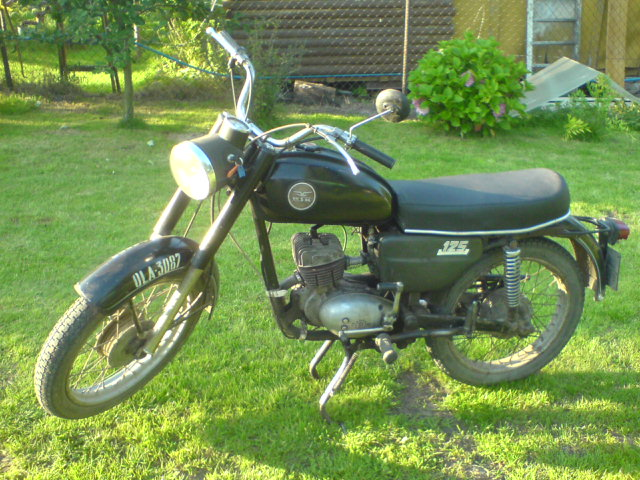
WSK 125 M06B3 – wersja często kojarzona z polskim filmem fabularnym pt. „Motór”

- Silnik – dwusuwowy S01-Z3A (Dezamet typ 051), chłodzony powietrzem
- Pojemność skokowa: 123 cm³
- Średnica cylindra: 52 mm
- Skok tłoka: 58 mm
- Stopień sprężania: 7,8:1
- Moc – 7,3 KM (5,4 kW) przy 5300 obr./min
- Maksymalny moment obrotowy: 9,8 Nm (1 kGm) przy 4200 obr./min
- Gaźnik – G20M2A, dysza główna 140
- Paliwo – mieszanka Etyliny 78 oktanowej (lub więcej) i oleju LUX 10 (zamiennie Mixol S) w stosunku 30:1, na dotarciu 1:25
- Zużycie paliwa – 2,8 l/100 km przy 60 km/h
- Prędkość maksymalna ok. 80 km/h
- Zapłon - iskrownikowy, świeca zapłonowa Iskra F80, a podczas jazdy w dwie osoby lub w cieplejsze dni zalecano także Iskrę F90
- Prądnica prądu zmiennego – 6 V, 28 W, prostownik selenowy a później prostownik diodowy
- Silnik – sprzęgło: łańcuch rolkowy 3/8" x 7,5, 2,30 produkcji Rometu
- Sprzęgło: 3-tarczowe, korkowe w kąpieli olejowej
- Skrzynia biegów: 3- biegowa o przełożeniach:

–I bieg – 2.93 : 1
–II bieg – 1.49 : 1
–III bieg – 1 : 1
–skrzynia – koło: 12 : 41
- Napęd tylnego koła: łańcuch rolkowy 1/2” x 7.75, 118 ogniw, przełożenie 3,31
- Rama: pojedyńcza, rurowa
- Zawieszenie przednie: teleskopowe, skok 150 mm
- Zawieszenie tylne: wahacz, skok 80 mm
- Hamulce: bębnowe, pełnopiastowe (135 mm/185mm)
- Opony: 3 × 18, koła wzajemnie wymienne
- Długość / szerokość / wysokość: 2020 / 645 / 1000 mm
- Wysokość siedzenia: 766 mm
- Rozstaw osi: 1281 mm
- Największy dopuszczalny nacisk osi: 1,98kN
- Minimalny prześwit: 160 mm
- Masa bez płynów: 98 kg
- Masa pojazdu gotowego do jazdy: 114 kg
- Dopuszczalna masa całkowita: 270 kg
- Zbiornik paliwa – pojemność: 10,5 l, paliwo – etylina 78
- Pojemność skrzyni biegów: 0,5 l, olej LUX 10

Motocykl ten posiadał tłumienie olejowe przedniego zawieszenia.